# توم غريفين
توم غريفين (بالإنجليزية: Tom Griffin)‏ هو لاعب كرة قاعدة أمريكي، ولد في 22 فبراير 1948 في لوس أنجلوس في الولايات المتحدة.

## وصلات خارجية
- توم غريفين على موقع دوري كرة القاعدة الرئيسي (الإنجليزية)
- توم غريفين على موقعبيزبول رفرنس.كوم (الدوري الرئيسي) (الإنجليزية)
- توم غريفين على موقعبيزبول رفرنس.كوم (الدوري الثانوي) (الإنجليزية)